# Hotel Emisia Sapporo
L' Hotel Emisia Sapporo (ホテルエミシア札幌)) est un gratte-ciel construit à Sapporo en 1996 dans le nord du Japon. 
Il mesure 114 mètres de hauteur pour 32 étages. 
C'est le plus ancien gratte-ciel de Sapporo.
La surface de plancher de l'immeuble est de 42 000 m2.
L'architecte est l'agence Nakahara.